# وزارت امور خارجه (ایران)
وزارت امور خارجه یکی از ۱۹ وزارتخانه دولت ایران است که در کنار شورای عالی امنیت ملی، وظیفه رسیدگی به امور بین‌المللی کشور را به عهده دارد. اولین وزیر امور خارجه ایران، میرزا عبدالوهاب نشاط اصفهانی بود که از سال ۱۸۲۱ تا ۱۸۲۳ میلادی در این سمت خدمت کرد. یکشنبه ۱۷ اردیبهشت ۱۴۰۲، ۲۱۰ سایت و سامانه وزارت خارجه جمهوری اسلامی توسط گروه هکری «قیام تا سرنگونی» وابسته به سازمان مجاهدین خلق هک و از دسترس خارج شد. سید عباس عراقچی از ۳۱ مرداد ۱۴۰۳ وزیر امور خارجه ایران است.

## وزیر امور خارجه

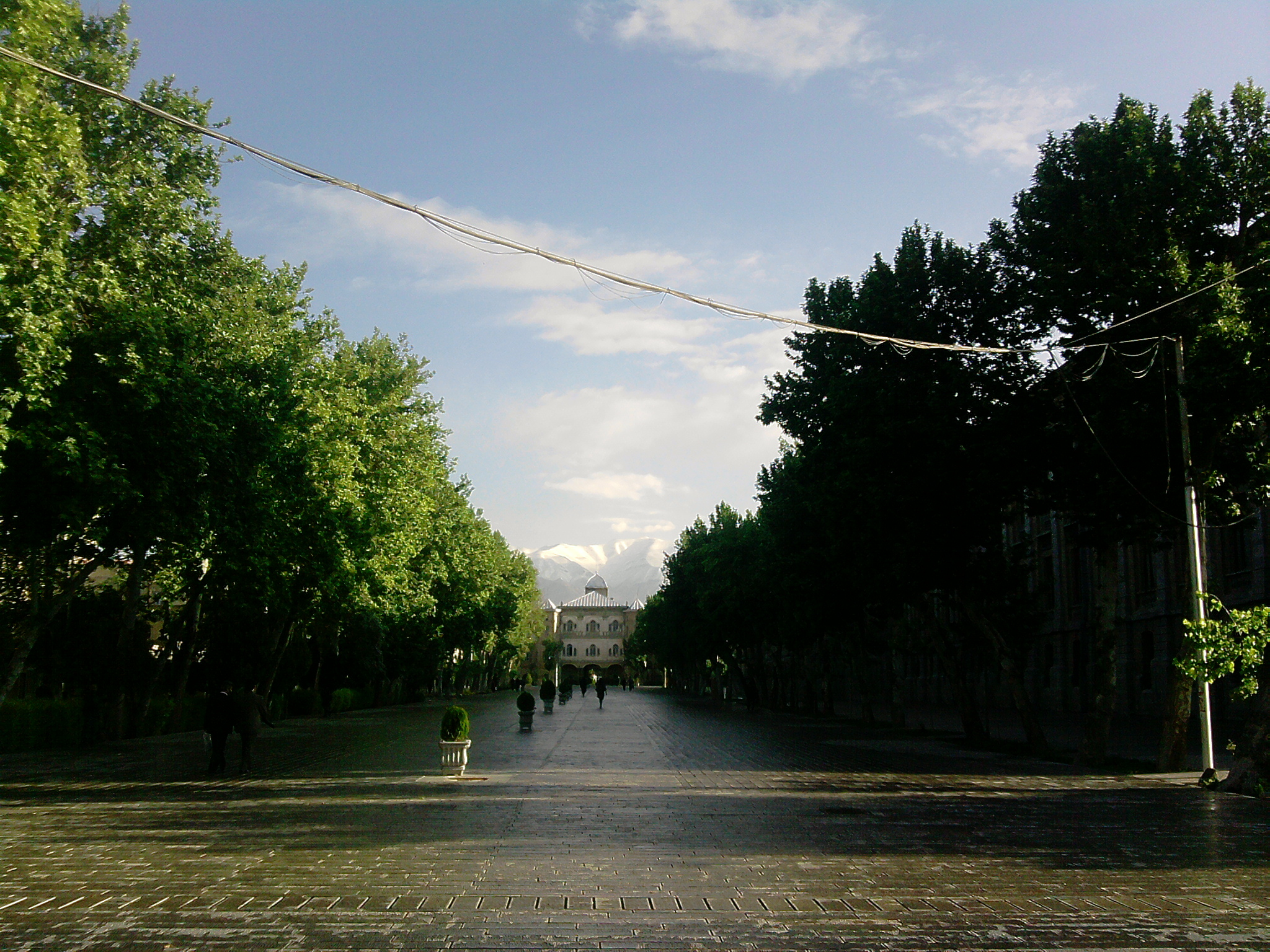
خیابان ملل متحد و میدان مشق

- سید عباس عراقچی از مرداد ۱۴۰۳.

## سفرای ایران در مجامع بین‌المللی
- سفیر ایران در سازمان ملل متحد نیویورک (امیرسعید ایروانی)
- سفیر ایران در یونسکو پاریس(احمد پاکتچی)
- سفیر ایران در فائو رم (رسول زارع )
- سفیر ایران در مقر سازمان ملل متحد در ژنو (علی بحرینی)
- سفیر ایران در سازمان همکاری اسلامی جده (محمد حسن شیخ‌الاسلامی)[۶]
- سفیر ایران در آژانس بین‌المللی انرژی اتمی وین ( رضا نجفی )
- سفیر ایران در اتحادیه اروپا بروکسل (محمدعلی‌ رباط جزی)[۷]
- سفیر ایران در سازمان منع سلاح شیمیایی لاهه (هادی فرجوند)
- سفیر ایران در سازمان ملل در کنیا نایروبی (علی غلامپور[۸])
- سفیر ایران در اتحادیه کشورهای جنوب شرق آسیا "ASEAN" (محمد بروجردی[۹])
- سفیر ایران در سازمان جهانی گردشگری مادرید (رضا زبیب)
- سفیر ایران در سازمان بین‌المللی دریانوردی لندن (علی موسوی )
- سفیر ایران در سازمان ملل در اسکاپ بانکوک (ناصرالدین حیدری[۱۰])
- سفیر ایران در سازمان بین‌المللی هوانوردی (فرهاد پرورش)

## نمایندگی‌های داخل کشور

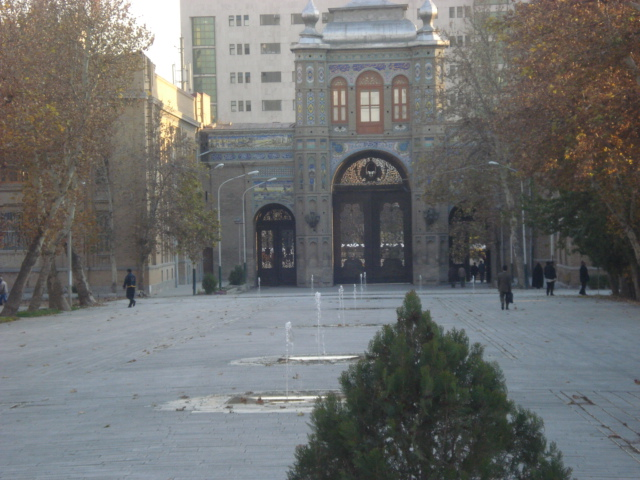
خیابان ملل متحد با نمایی از سر در باغ ملی

وزارت امور خارجه برای تسهیل امور ایرانیان و تجار و ترددهای مرزی در چند استان مرزی کشور نمایندگی وزارت امور خارجه دایر نموده‌است که عبارتند از:

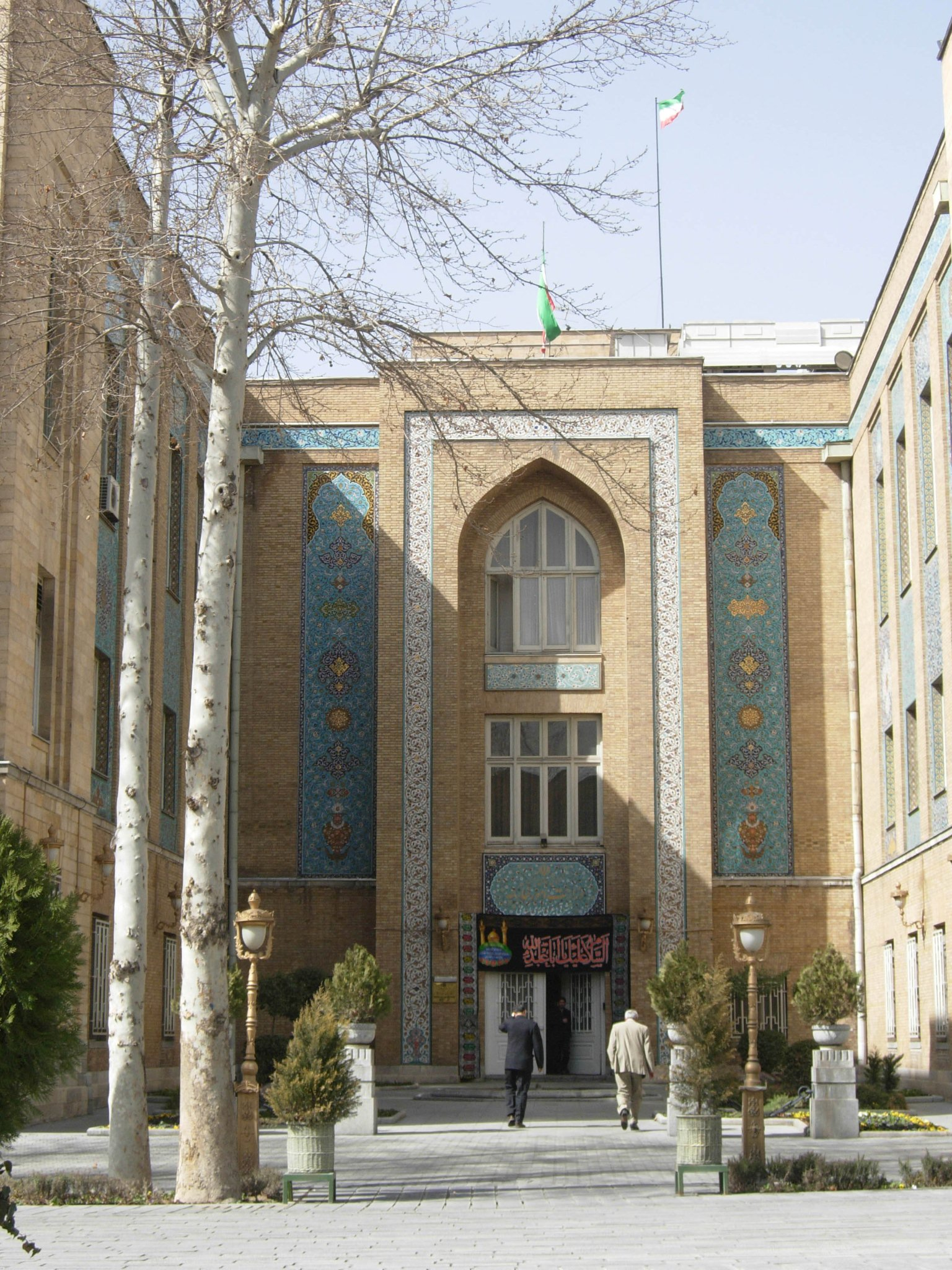
تصویری از ساختمان وزارت امور خارجه در میدان مشق

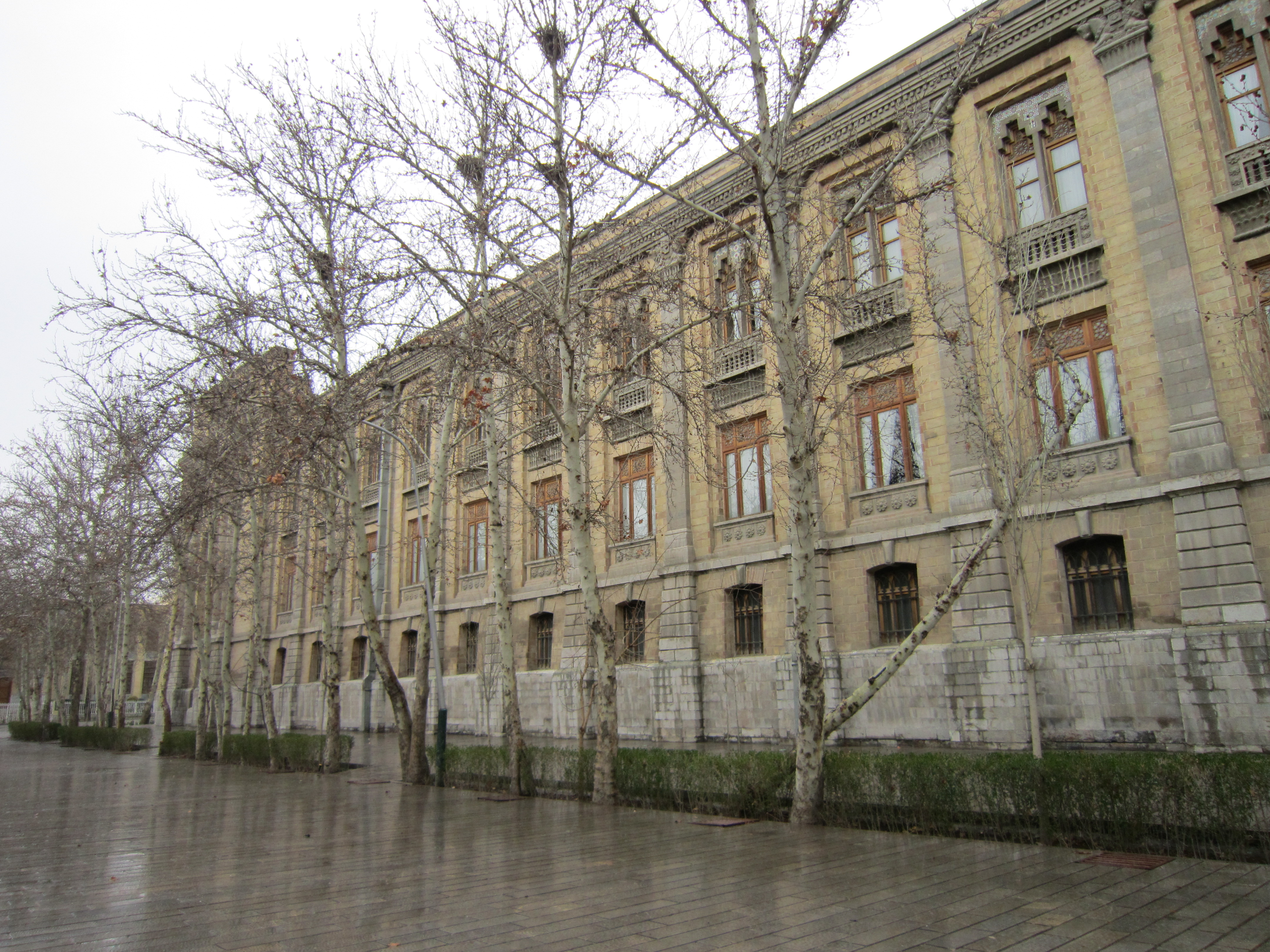
نمایی از ساختمان وزارت امور خارجه

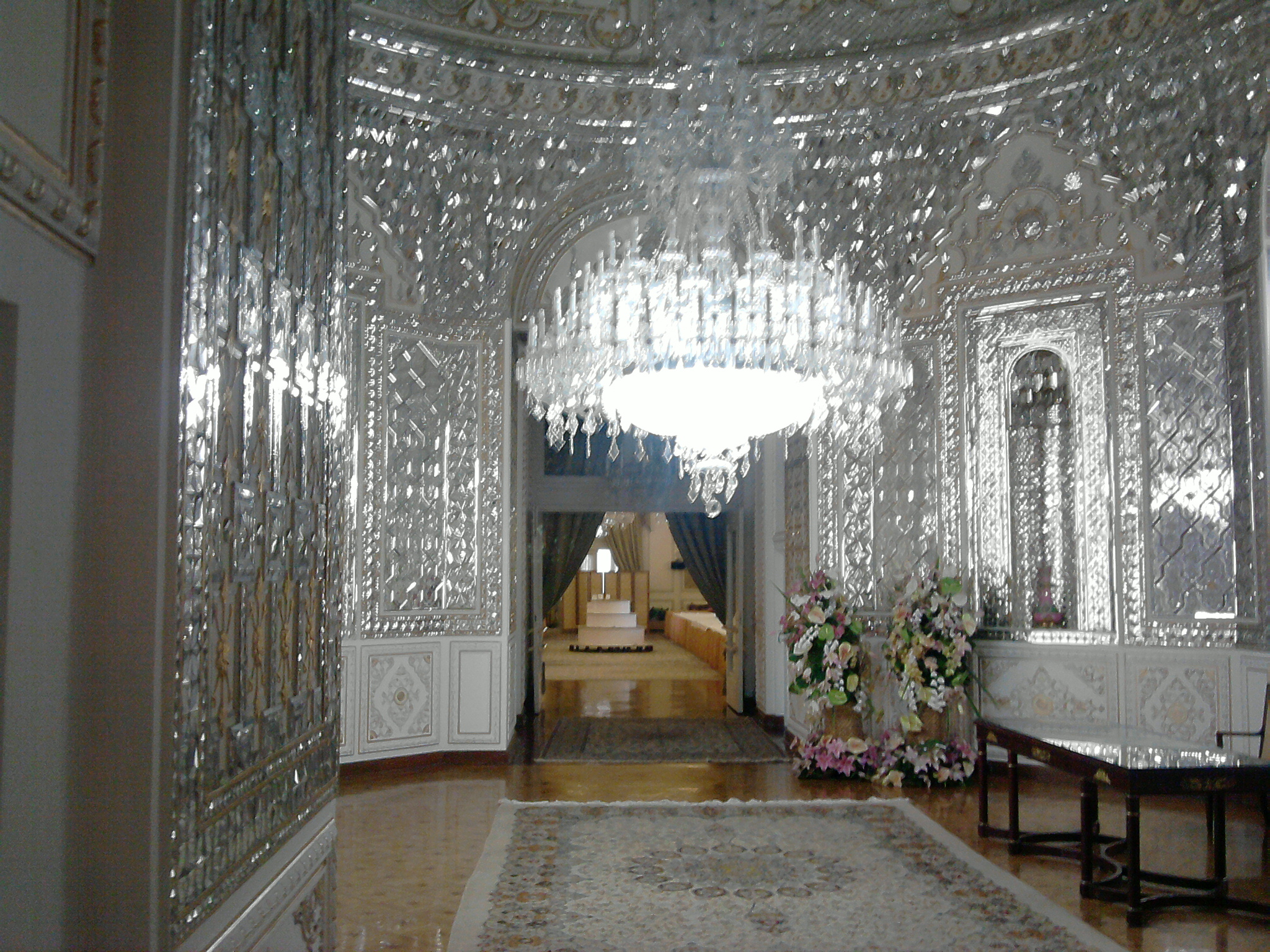
تالار آیینه وزارت امور خارجه

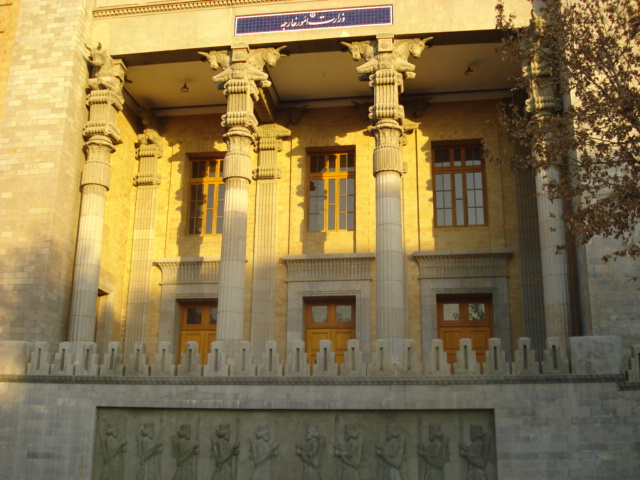
ساختمان شماره ۹ وزارت امور خارجه

اردبیل، مشهد، بیرجند، کرمانشاه، قزوین، کیش، قم (امور طلاب و طلبه‌های خارجی)، اصفهان، بوشهر، یزد، ساری، تبریز، کرمان ، شیراز و لارستان

## کارمندان
کارمندان وزارت خارجه بر اساس اساسنامه مصوب ۱۳۴۷ بر دو گروه تقسیم می‌شوند:
1. اداری (خدمات و پشتیبانی)
2. سیاسی

### رسته سیاسی
بر اساس ماده سه مقررات استخدامی وزارت خارجه، کلیه کارمندان وزارت خارجه به دو رسته سیاسی و اداری تقسیم می‌شوند. ورود به رسته اداری شرایط خاصی ندارد ولی بر اساس ماده پنج اساسنامه، شرط ورود به رسته سیاسی؛ داشتن لیسانس یا بالاتر در یکی از رشته‌های علوم سیاسی و بین‌المللی، حقوق بین‌الملل و اقتصاد بین‌الملل، نداشتن تابعیت اکتسابی ایران، نداشتن همسر خارجی یا همسری که دارای تابعیت اکتسابی باشد، و علاوه بر اینها شرکت در امتحان کتبی و کسب معدل و انجام مصاحبه جهت آزمون فن بیان و وضع ظاهر و شخصیت.

### مدیریت
بر اساس مفاد ماده ۲۲ اساسنامه وزارت خارجه، مدیران کل و روسای ادارات از بین کارمندان رسته سیاسی که به مقام سفارت رسیده باشند؛ انتخاب می‌شوند و سرپرستان ادارات باید حداقل مقام رایزن دوم باشند.
میزان سوابق مورد نیاز برای تغییر مقام‌های سیاسی در وزارت خارجه: وابستگی به دبیر سومی دو سال؛ دبیر سومی به دبیر دومی سه سال؛ دبیر دومی به دبیر اولی سه سال؛ دبیر اولی به رایزن سومی سه سال؛ رایزن سومی به رایزن دومی سه سال؛ رایزن دومی به رایزن یکمی سه سال؛ برای عبور از رایزن یکمی به درجه سفیر سه سال و با تصویب شورای معاونین و موافقت وزیر.
برای ورود به هر یک از مدارج فوق نیاز به آزمون و بررسی سوابق و صلاحیت‌ها است.

## اساسنامه
اساسنامه وزارت خارجه از دوره قاجار تا اواخر دوره محمدرضاشاه پهلوی، سه بار تجدید و اصلاح شده اما از آن زمان تاکنون هیچ‌گونه تغیری نکرده‌است و اساسنامه و عملکرد فعلی بر پایه همان اساسنامه دوره پهلوی است.

## نشان و پرچم وزارت امور خارجه
در مهر ۱۳۹۹ و در آستانهٔ دویستمین سال تأسیس وزارت امور خارجهٔ ایران، از نشان و پرچمی که برای این وزارتخانه طراحی شده‌است رونمایی شد. نشان وزارت امور خارجه برگرفته از نشان شمسه و نشان رسمی ایران است.

## هک وب‌سایت‌ها
یکشنبه ۱۷ اردیبهشت ۱۴۰۲، ۲۱۰ سایت و سامانه وزارت خارجه جمهوری اسلامی توسط گروه هکری «قیام تا سرنگونی» وابسته به سازمان مجاهدین خلق هک و از دسترس خارج شد و عکس‌های مریم و مسعود رجوی به همراه شعارهایی علیه سران جمهوری اسلامی در صفحه سایت قرار گرفت و بعد از مدتی پیام به روز رسانی نمایش داده شد. اسناد و مدارکی مانند اطلاعات مربوط به مدیران وزارت خارجه و یازده هزار تن از کارکنان این نهاد و تصویر کارت بسیج حسین امیر عبداللهیان، وزیر امور خارجه جمهوری اسلامی و علی شمخانی دبیر شورای عالی امنیت ملی، جزئیاتی از یک سفر علی شمخانی به همراه فهرست «همراهان و شماره سلاح،‌ هواپیما و مسیر پرواز»  به‌دست این گروه افتاده که آنها را منتشر کرد. این گروه اسناد محرمانه‌ای را در مورد تبادل اسدالله اسدی با یک زندانی بلژیکی در ایران منتشر کرد که نشان می‌دهد، اولین پیش‌نویس توافقنامه ایران و بلژیک در ۲۶ آوریل ۲۰۲۱ در تهران نوشته شده است و اولین امضای نمایندگان هر دو وزارتخانه در ۳۱ مه ۲۰۲۱ صورت گرفته است، اسدالله اسدی دیپلمات جمهوری اسلامی است که به اتهام تلاش برای بمب‌گذاری در گردهمایی سازمان مجاهدین خلق به ۲۰ سال زندان محکوم شده است. در این میان وزارت خارجه ایران حمله سایبری را تأیید کرد اما درز دادن اسناد را تکذیب می‌کند.

## نگارخانه

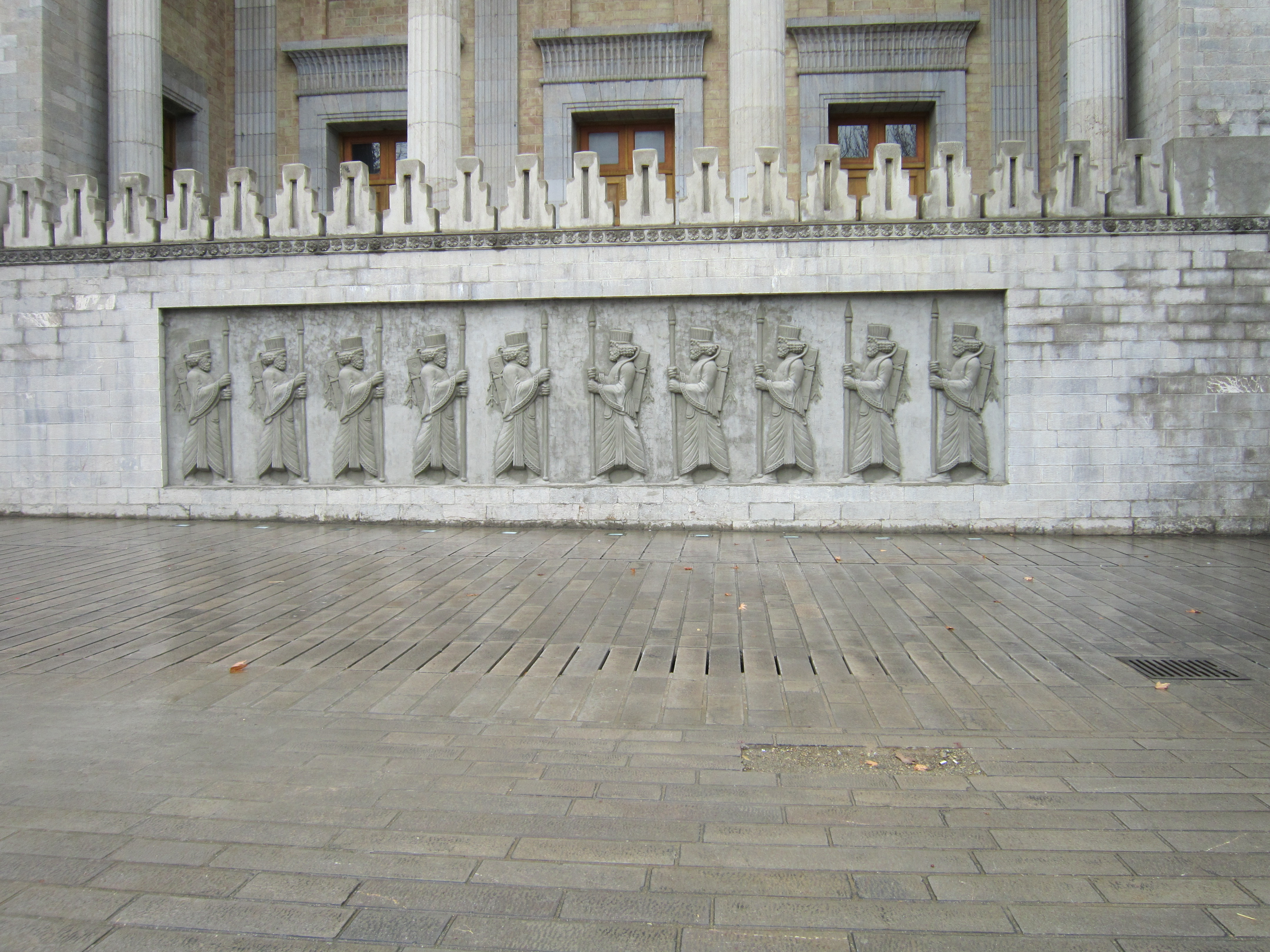
نمایی از ساختمان وزارت امور خارجه
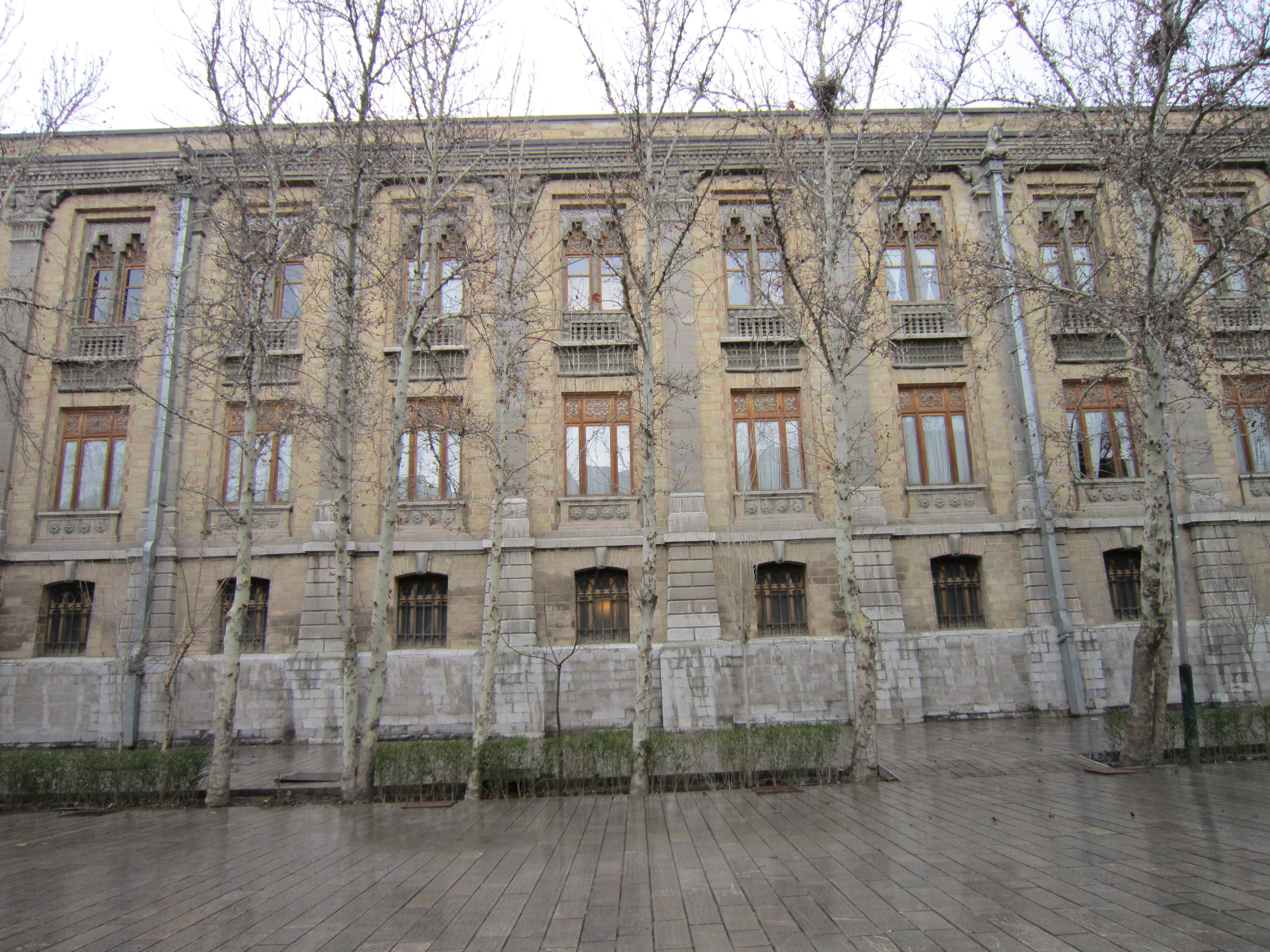
نمایی از ساختمان وزارت امور خارجه
ساختمان وزارت امور خارجهساختمان وزارت امور خارجه
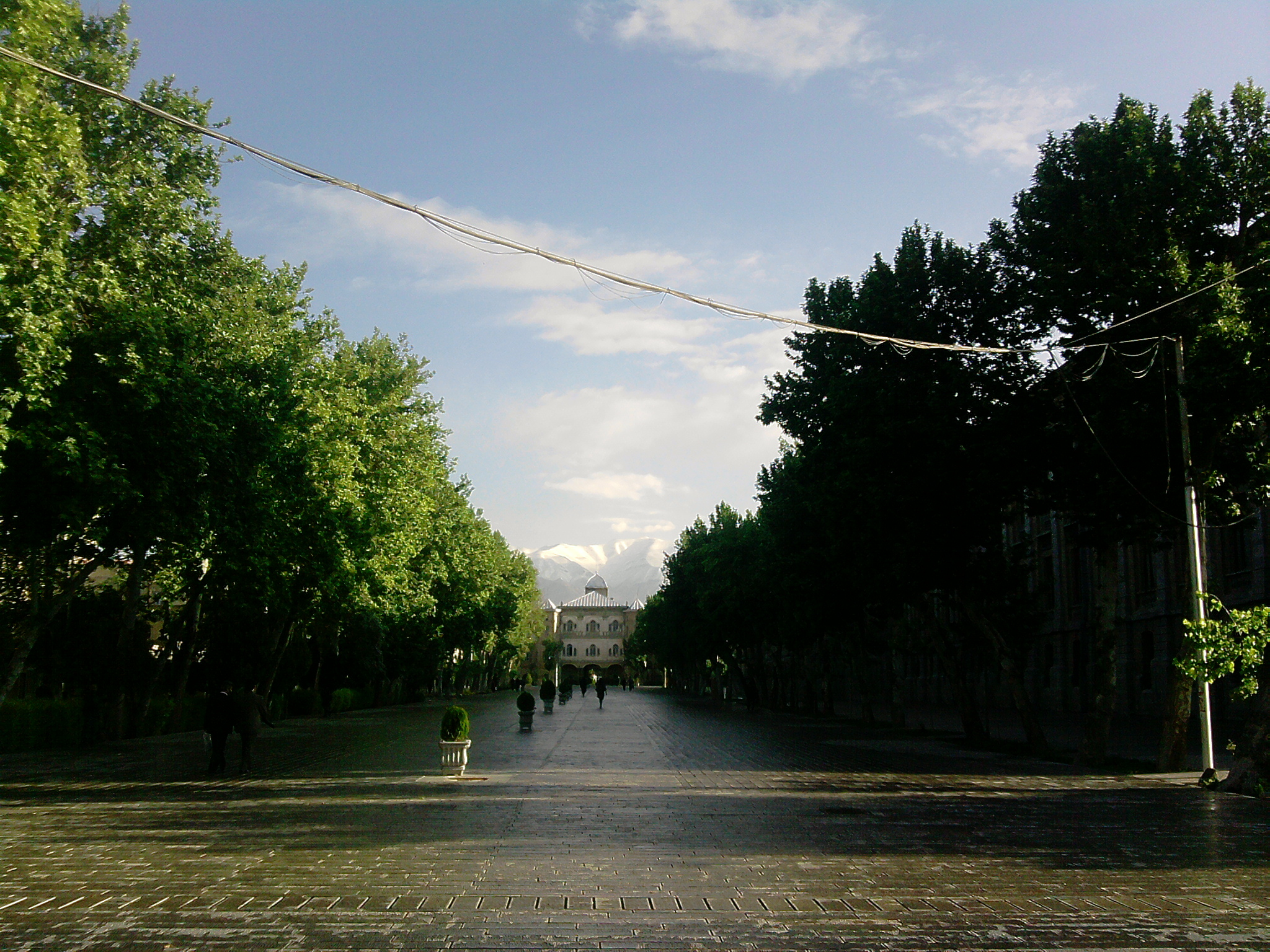
خیابان ملل متحد و میدان مشق